# Slut (groupe)
Pour les articles homonymes, voir Slut.
Slut est un groupe allemand de rock indépendant, originaire de Ingolstadt, en Bavière.

## Histoire
Le groupe est formé en 1994 par Christian Neuburger, Matthias Neuburger, Rainer Schaller et Gerd Rosenacker. Après le premier album, René Arbeithuber les rejoints. Ils vivent quelque temps avec leur groupe ami Pelzig — René Arbeithuber et Rainer Schaller y jouent également — dans un château à Westerhofen, où ils avaient leur salle de répétition et leur mixeur live Holger Krzywon leur studio jusqu'à mi-2005. De plus, début 2005, ils représentent la Bavière au Bundesvision Song Contest avec une reprise partiellement allemande de Why Pourquoi. En 2006, Slut accompagne le Dreigroschenoper de Brecht au théâtre d'Ingolstadt avec des compositions musicales de Kurt Weill. Les interprétations de treize chansons sont également enregistrées plus tard dans les studios Electric Avenue à Hambourg par Tobias Levin et devaient être publiées sous forme d'album en juin 2006. Mais l'intervention des exécuteurs testamentaires de Kurt Weill fait échouer ce projet peu avant. Seules cinq des chansons ont finalement été autorisées à la publication.
Le 25 janvier 2008, un nouvel album du groupe sort sous le titre StillNo1. Le CD est produit par Oliver Zülch (Die Ärzte, The Notwist, Ich + Ich, Juli, etc.), et enregistré à Berlin. En automne 2009, le groupe part en tournée avec l'auteur Juli Zeh et leur projet commun Corpus Delicti - eine Schallnovelle. Schallnovelle sort également en CD le 18 septembre 2009, sur lequel figurent sept nouvelles chansons du groupe.
En août 2013, l'album Alienation sort,.

## Style musical
Les chansons du groupe peuvent être décrites comme du rock accrocheur avec un accent particulier sur le chant généralement mélancolique et les riffs de guitare énergiques. Les structures des chansons suivent généralement le schéma classique (couplet/refrain). D'autres structures ont été essayées sur l'album Lookbook, qui fait davantage usage d'effets électroniques et de longues intros.
Le travail sur les chansons de Die Dreigroschenoper a modifié durablement le style musical du groupe. Leur sixième album studio StillNo1 sonne plus pathétique et fait davantage appel à différents instruments que sur All We Need Is Silence. 

## Discographie

### Albums studio
- 1996 : For Exercise and Amusement
- 1998 : Interference
- 2001 : Lookbook (76e place des charts allemands[6])
- 2002 : Nothing Will Go Wrong (35e place des charts allemands[6])
- 2004 : All We Need Is Silence (41e place des charts allemands[6], 61e en Autriche[7])
- 2008 : StillNo1 (43e place des charts allemands[6], 34e en Autriche[7])
- 2009 : Corpus Delicti
- 2013 : Alienation (41e place des charts allemands[6])
- 2021 : Talks of Paradise (74e place des charts allemands[6])

### EP
- 1997 : Sensation
- 2001 : Teardrops
- 2003 : Ready, Slut, Go! (split avec Readymade)
- 2006 : Songs aus Die Dreigroschenoper
- 2022 : Are We Bored My Dear

### Singles
- 2001 : Welcome 2
- 2001 : It Was Easier
- 2001 : Andy
- 2002 : Easy to Love
- 2002 : Time Is Not a Remedy
- 2004 : Lost Emotion
- 2005 : Why Pourquoi?  (69e place des charts allemands[6])
- 2007 : Wednesday
- 2008 : If I Had a Heart
- 2013 : Next Big Thing
- 2020 : For The Soul There Is No Hospital
- 2021 : Belly Call
- 2021 : Good For All
- 2021 : Tell Your Friends